# Croix de Culet
Croix de Culet är en bergstopp i Schweiz.   Den ligger i distriktet Monthey och kantonen Valais, i den sydvästra delen av landet, 100 km sydväst om huvudstaden Bern. Toppen på Croix de Culet är 1 962 meter över havet, eller 155 meter över den omgivande terrängen. Bredden vid basen är 1,5 km.
Terrängen runt Croix de Culet är bergig åt sydost, men åt nordväst är den kuperad. Terrängen runt Croix de Culet sluttar norrut. Närmaste större samhälle är Monthey, 12,5 km nordost om Croix de Culet. 
Trakten runt Croix de Culet består i huvudsak av gräsmarker. Runt Croix de Culet är det ganska glesbefolkat, med 26 invånare per kvadratkilometer.